# Aldo Parente
Aldo Parente, noto anche con gli pseudonimi Folkaldo e Franco Maria Giannini (Roma, 18 marzo 1945), è un cantautore italiano.

## Biografia

### Gli inizi: i Baronetti
Inizia la carriera di musicista come chitarrista, appassionandosi dapprima al rock and roll e poi al beat; forma quindi alcuni complessi, come i Jaguars e Max & i Profeti, con cui si esibisce nella sua città.
Con il cantante di quest'ultimo gruppo, l'anglo-italiano John Max, forma I Baronetti, composti da Eugenio Lavenia alla batteria, Cisco Sacchi al basso, Anito Anzidei alla tromba, Aldo Natali al trombone, Michele Elia e Michele Bovi (futuro giornalista del TG2) ai sax, oltre che Max alla voce e Parente alle chitarre.
Il gruppo, che ha una scrittura fissa al Titan Club, uno dei più noti locali beat italiani, si esibisce anche nel resto d'Italia.

### Gli Under 2000
Dopo l'esperienza con i Baronetti, Parente forma gli Under 2000, con Fabio Fabiani alla voce e alla chitarra, Remo Baldasseroni alle tastiere e Sandro Laudadio alla batteria; in questo gruppo Parente passa al basso.
Gli Under 2000 suscitano l'interesse del discografico GiannI Dall'Orso, che propone loro un contratto discografico con la sua etichetta, la Help!, per cui incidono tre 45 giri nel 1970.
Dopo lo scioglimento del gruppo, a seguito dell'abbandono di Baldasseroni e Parente, Laudadio e Fabiani daranno vita al gruppo di rock progressivo Il Paese dei Balocchi, che inciderà un album per la CGD.

### Folkaldo
Con lo pseudonimo di Folkaldo Parente inizia la carriera di cantautore, autodefinendosi popmenestrello e pubblicando un 45 giri con due canzoni orecchiabili e con testi simbolici.
Per il lancio del disco Parente crea un pupazzo, chiamato Shakidu (come la canzone sul lato A), raffigurato anche sulla copertina del disco.

### Franco Maria Giannini e l'album
Parente passa poi alla Aris, etichetta di Aldo Pomilia, per cui pubblica nel 1974 l'album  Affresco, vicino alle sonorità del rock progressivo.
Il disco non riscuote successo, e Parente decide di ritirarsi e di dedicarsi ad altre attività.

### La ripresa dell'attività musicale
L'album Affresco diventa negli anni un disco molto richiesto dai collezionisti, sia per la proposta musicale sia per la sua estrema rarità; viene perciò ristampato in CD nel 1994 dalla Mellow Records.
Venutolo a sapere, Parente (che attraversa un periodo di difficoltà) decide di ritornare all'attività musicale, pubblicando altri album con la Coccinella Records.

## Discografia

### 33 giri
- 1974: Affresco (Aris, ANL 4000; pubblicato come Franco Maria Giannini)

### 45 giri con gli Under 2000
- 1970: Preghiera d'amore/Taglia la corda (Help!, ZH 50051)
- 1970: Oh my love/Let's get together (Help!, ZH 50059; versione in inglese dei precedenti brani)
- 1970: Avvicinami a te/Se tu fossi un'amica (Help!, ZH 50084)

### 45 giri da solista
- 1972: Shakidu/Vecchio uomo (Help!, ZH 50259; pubblicato come Folkaldo)
- 1974: Per la tua strada/Affresco (Aris, AN 400; pubblicato come Franco Maria Giannini)

### CD giri
- 1994: Affresco (Mellow Records, MMP 182; ristampa dell'album del 1974)
- 2000: Non sono un santo, non sono un poeta (Coccinella Records; come Folkaldo)